# Gelindo Bordin
Gelindo Bordin, född 2 april 1959 i Longare i Vicenza, är en italiensk före detta friidrottare.
Bordin blev europamästare i maraton 1986, och olympisk mästare i maraton vid olympiska sommarspelen 1988 i Seoul.